# Neandertal

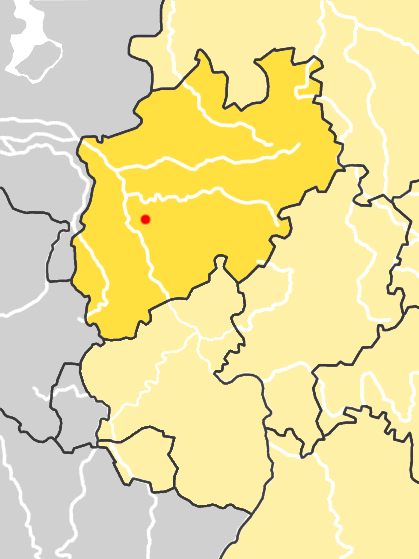
Neandertals läge i Nordrhein-Westfalen, Tyskland

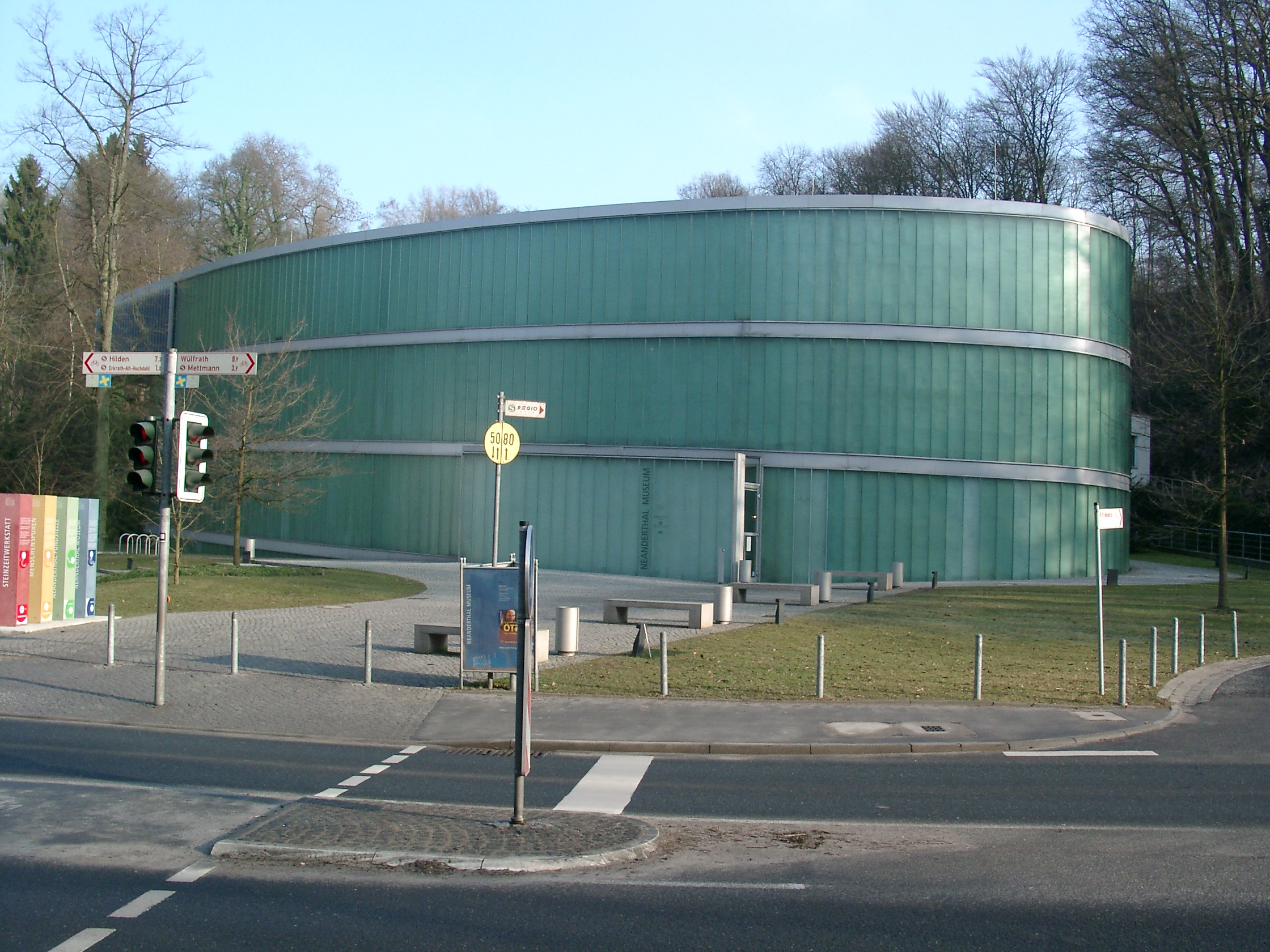
Neandertalmuseet

Neandertal (före 1901 stavat Neanderthal, på svenska även Neanderdalen) är en dal utgrävd av floden Düssel, belägen mellan Erkrath och Mettmann, i Nordrhein-Westfalen i Tyskland. Dalen är känd som fyndplats för det första identifierade fossilet efter en neandertalmänniska, som hittades i ett kalkbrott i dalen 1856.  Neandertal har sitt namn efter teologen och psalmförfattaren Joachim Neander (1650-1680), som bodde i trakten.

## Etymologi
Det tidigaste kända namnet på dalen var Hundsklipp, eller Gesteins, men den kallades från mitten av 1800-talet för Neanderthal, (svenska: Neanderdalen) efter rektorn vid latinskolan nära Düsseldorf mellan 1674 och 1679, Joachim Neander, som ofta satt i dalen och skrev dikter. Neander är i sin tur en latinisering av det tyska namnet Neumann (motsvarande svenska Nyman); av andros, ανδρος, grekiska för man/människa och "neos,νεοσ"grekiska för "ny".
Vid den tyska stavningsreformen 1901 ändrades Neanderthal till det nuvarande Neandertal, men den gamla stavningen används fortfarande av museet och järnvägsstationen.

## Historia

### Neandertalmänniskan

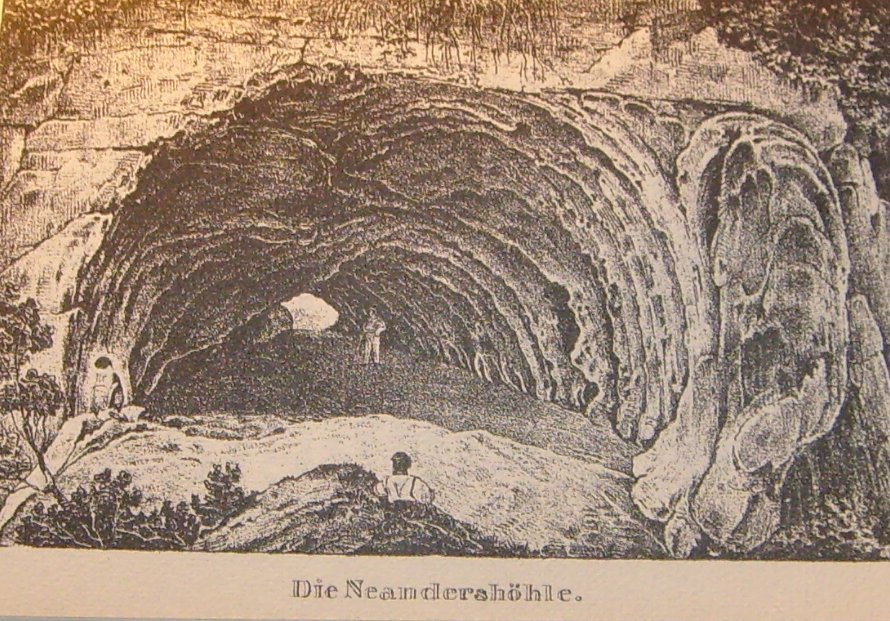
Grotta i Neandertal, illustration från 1835. Dalens utseende är idag förändrat på grund av kalkbrytning.

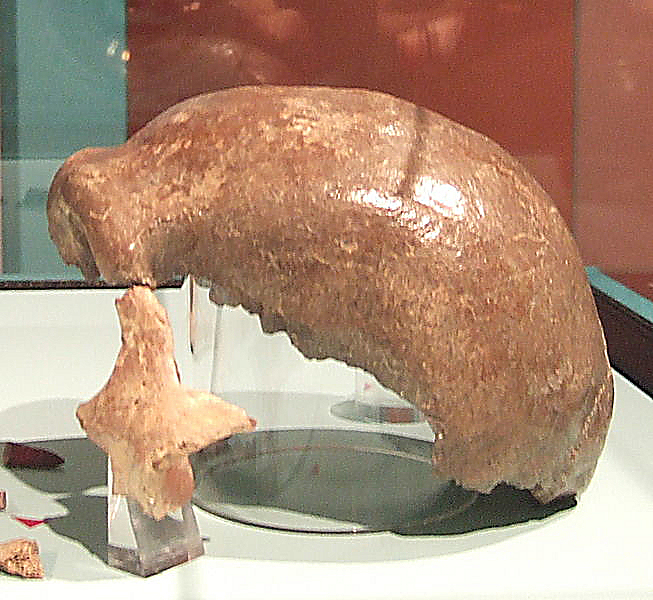
Neandertal 1, kraniet och skelettdelarna som hittades 1856 i Neandertal, utställda på Rheinisches Landesmuseum i Bonn.

Det berömda fyndet av skelettdelarna som givit namn åt neandertalmänniskan gjordes 1856 av en grupp kalkbrottarbetare. På sydsidan av dalgången omkring 20 meter över dalens botten låg ännu vid mitten av 1800-talet två grottor, Feldhofer Grotten, med mynningarna mot en smal terrass, tillgänglig endast uppifrån platån ovanför dalgången. I den mindre av grottorna påträffades vid kalkbrytning på 0,6 meters djup ett skelett. På grund av den fastklibbade leran upptäcktes de inte omedelbart, och flera ben gick förlorade. De antogs först tillhöra en grottbjörn.
Ägaren till kalkbrottet, Wilhelm Beckershoff, kontaktade naturhistorikern Johann Carl Fuhlrott, som var den förste att korrekt identifiera skelettdelarna som ett förhistoriskt människoskelett. Han presenterade tillsammans med anatomiprofessorn Hermann Schaaffhausen, som undersökt kraniet, fyndet inför det naturhistoriska sällskapet i Bonn 1857. Fuhlrott ansåg inte att benen kunde dateras säkert, men antog att de borde komma från diluvium-perioden. Schaaffhausen var den som först framhävde benens osteologiskt primitiva karaktär och ansåg att de tillhörde en primitiv människoform. Han fick stöd av Thomas Henry Huxley och Charles Lyell, medan andra anslöt sig till en teori främst företrädd av Rudolf Virchow som menade att skillnaden från moderna skelett skulle bero på sjukliga förändringar. Hans teorier bekämpades särskilt av Paul Broca.
Den engelsk-irländske geologen William King var först att formellt klassificera neanderthalmänniskan som en människoart skild från den moderna människan, och döpte arten 1864 till Homo neanderthalensis, efter fyndplatsen.  
Det tog dock många år innan denna tolkning allmänt accepterades, bland annat på grund av samtidens ledande tyska biolog Rudolf Virchows motstånd mot Charles Darwins Om arternas uppkomst och evolutionsteorin, publicerad 1859. Först efter att ett nästan komplett skelett hittats i Belgien 1886 stod det klart att skallen omöjligen kunde komma från en modern Homo sapiens sapiens.

### Neandertal i modern tid
1879 byggdes järnvägsstationen Neanderthal på sträckan Düsseldorf-Mettmann. Här stannar idag pendeltåget S 28 som förbinder Neandertal med Düsseldorfs centrum och via byte även med närbelägna Wuppertal.  
1935 invigdes ett naturskyddsområde med typiska istidsarter av däggdjur, bland annat rekonstruerad uroxe, visent och rekonstruerad tarpan.  1996 öppnades ett museum, Neanderthal Museum, som behandlar människans evolution och förhistoria, några hundra meter från den historiska platsen för det första fyndet av Neandertalmänniskan. 
Den ursprungliga platsen för fynden är idag helt bortgrävd, då kalkbrottet där skelettresterna grävdes fram kraftigt förändrat utseendet på dalgången.  Man har vid sentida utgrävningar 1999-2000 av sediment från brottet hittat ytterligare skelettrester som tros härröra från samma skelett som ursprungsfyndet. Vid utgrävningsplatsen finns en park där de moderna fyndplatserna markerats.